# Afrit 9
Afrit 9 was een humaninterestprogramma dat van januari 1996 tot 2004 op de Vlaamse zender TV1 liep.
In het programma interviewde men opmerkelijke gewone Vlamingen bij hen thuis in hun gemeente. De makers hadden een speciale voorkeur voor mensen die een speciale hobby, talent of verzameling hadden. In die zin was het vergelijkbaar met programma's als Echo en Terloops. Het programma haalde hoge kijkcijfers.
Medewerkers aan het programma waren Annick Ruyts, Jean-Marie Aerts, Inge Vlogaert, Peter Suetens, Fred Janssen, Mohamed Bouchataoui, Koula Terkessidis, Hilde Muyllaert, Lieve Van Lierde en Corinne Raes.